# Biquette
Biquette connue également sous les noms de Biquette de Mauriac, la Chèvre Grindcore ou la Chèvre Punk Rock (c. 2003-décembre 2013), est une chèvre rescapée d'une usine laitière et résidant à la ferme de Saint-Jean à Mauriac. Les photos prises dans le public lors de concerts de punk rock et de  heavy metal sont devenues virales sur Internet.

## Première années
Selon la gardienne de Biquette à la ferme communale de Mauriac, la chèvre a passé ses cinq premières années (probablement vers 2003-2008) dans une usine de traite avant d'être transférée à la ferme de Mauriac parce que « c'était moins cher qu'un abattoir ».

## Égérie grindcore
Biquette est devenue populaire début 2012 grâce aux photos et aux enregistrements du concert du groupe de grindcore singapourien Wormrot à Mauriac. Elle se trouvait alors au premier rang. BuzzFeed a surnommé Biquette « Punk Rock Goat »  et le site Metal Insider a qualifié sa photo de « l'une des meilleures images du métal ».Selon le manager de Wormrot, Biquette était très docile et suivait le groupe « comme un chien ». Biquette était également très fan du groupe toulousain Panzer Cardinal et a passé un concert entier au pied du bassiste du groupe. Flo, la gardienne de Biquette, a déclaré dans une interview que la chèvre aimait les concerts et autres rassemblements de personnes et a émis l'hypothèse que ça pouvait être dû aux vibrations du plancher en bois causées par la musique

## Vie personnelle et décès
Biquette adorait voler des cigarettes et des mégots, des restes d'alcool, de peinture et d'huile,, Le 9 décembre 2013, la page Facebook de Biquette a signalé la mort de la chèvre. Flo, son éleveuse, précisant dans une  de janvier 2014 que la cause de sa mort était « un grand mystère » et ajoutant qu'étant donné la durée de vie moyenne de 20 ans d'une chèvre laitière, Biquette « a brûlé la chandelle par les deux bouts » pendant ses dix années de vie. Cependant, il est a noté que Biquette était une chèvre Saanen dont la durée de vie se situe entre 9 et 15 ans,